# Божок (річка)
Божо́к — річка в Україні, у Конотопському районі Сумської області. Права притока Сейму (басейн Дніпра).

## Опис
Довжина річки 14,6 км.

## Розташування
Бере початок у Лапшиному. Тече переважно на південний схід через Веселі Гори, Божок і впадає у річку Сейм, ліву притоку Десни. 
Річку перетинає автомобільна дорога E101М20.